# Ałmak
Ałmak (ros. Алмак) – wieś w Rosji, w Dagestanie, w rejonie kazbiekowskim. W 2010 liczyła 1983 mieszkańców, głównie Awarów.